# Злодії (фільм, 1959)
«Злодії» (італ. I ladri, ісп. Contrabando en Nápoles) — італійсько-іспанська кримінальна кінокомедія 1959 року автора сценарію та режисера Лучіо Фульчі.

## Сюжет
До Неаполя повертається гангстер Джо Кастаньято (Армандо Кальво), якого депортували зі США. Тут, хоч і під особливим наглядом комісара поліції Дженаро ді Сапо (Тото), він намагається обміняти на гроші награбовані золоті монети, які він перевіз до Італії у металевих пу́шках з ананасовим джемом. Одну з них в порту викрадає Вінченцо Сконьямільо (Джакомо Фурія), глава сім'ї дрібних злодюжок і шахраїв. Вони шантажують Кастаньято і пропонують йому послуги посередників за 50 % від обміняних грошей. Чи вдасться комісарові спіймати злочинців?

## Ролі виконують
- Тото — комісар поліції Дженаро ді Сапо
- Армандо Кальво — Джо Кастаньято
- Джакомо Фурія[it] — Вінченцо Сконьямільо
- Джованна Раллі — Магдалена Сконьямільо
- Енцо Турко[it] — бригадир Ляночелла
- Фред Бускальоне[it] — Фред Бускальоне
- Фелікс Фернандес Гарсія[it] —  лікар Асчоне
- Марія Луїза Роландо[it] — Кончетта Імпрота
- Леопольдо Валентині[it] — бригадир

## Навколо фільму
- Режисерський дебют Лучіо Фульчі.